# قرار مجلس الأمن التابع للأمم المتحدة رقم 130
قرار مجلس الأمن التابع للأمم المتحدة رقم 130، المعتمد في 25 نوفمبر 1958، أشار مع الأسف وفاة القاضي خوسيه جوستافو غيريرو في 25 أكتوبر 1958. ثم قرر المجلس أنه وفقا للنظام الأساسي للمحكمة، سيتم ملء المقعد الشاغر في محكمة العدل الدولية عن طريق انتخابات في الجمعية العامة ستجري خلال الدورة الرابعة عشرة.
وقد اعتمد القرار بدون تصويت.